# Vámonos con Pancho Villa
Vámonos con Pancho Villa és una pel·lícula mexicana realitzada en 1935 i estrenada el 31 de desembre de 1936, dirigida per Fernando de Fuentes, el director més influent del període abans de l'Època d'Or del cinema mexicà. És la segona de la seva trilogia sobre la Revolució mexicana, que inclou també El compadre Mendoza (1933) i El prisionero trece (1933). a pel·lícula és considerada per molts com un clàssic i una obra mestra del Cinema Mexicà. Basada en la novel·la Vámonos con Pancho Villa (1931) de Rafael F. Muñoz, narra la tràgica història d’un grup de revolucionaris ficticis “Los Leones de San Pablo” que s'uneixen a les forces de Pancho Villa durant la revolució mexicana. Els temes tractats inclouen el desencantament amb la revolució, la desmitificación de Pancho Villa, i la crítica de la guerra en general.

## Sinopsi
Vámonos con Pancho Villa té lloc al Nord de Mèxic durant la fase armada de la Revolució (1910 fins a 1923). Es basa en la lluita revolucionària de la División del Norte, comandada pel general Doroteo Arango, conegut com a Francisco “Pancho” Villa.
La pel·lícula comença amb un preàmbul que prepara el marc per la història que segueix.
«Aquesta pel·lícula és un homenatge a la lleialtat i el valor que Francisco Villa, el desconcertant rebel mexicà, va saber infondre en els guerrillers que li van seguir. De la crueltat d'algunes de les seves escenes no ha de culpar-se ni a un bàndol ni a un poble, perquè recorda la mateixa època tràgica que va ensagnar les muntanyes de Mèxic igual que els camps de Flandes i les valls pacífiques de França. Any de 1914.»
Comença la història en 1914 en un poble fictici:: San Pablo. Segueix a sis amics camperols: Tiburcio Maya (Antonio R. Frausto), Miguel Ángel del Toro “Becerillo” (Ramón Vallarino), Melitón Botello (Manuel Tamés), Rodrigo Perea (Carlos López “Chaflán”), Máximo Perea (Raúl de Anda), i Martín Espinosa (Rafael F. Muñoz), anomenats els “Leones de San Pablo”. Los Leones decidixen unir-se a la División del Norte i al seu líder, Pancho Villa (Domingo Soler). Al principi, els Leones prometen lleialtat al seu cap i s'omplen d'orgull per la causa revolucionària i amb bona raó; Vila es representa com un líder del poble, un home comú. Escenes de generositat per part de Villa reafirmen el compromís dels Leones amb el grup.
No obstant això, el to de la pel·lícula canvia dramàticament quan les forces de Villa comencen a sofrir una derrota després d'una altra en el camp de batalla. Es revela, a través de les experiències dels Leones, que la vida d'un soldat de la revolució és més una vida de sofriment i privació que una vida d'honor i orgull. Un rere l’altre, els Leones de San Pablo perden les seves vides lluitant per a un Pancho Villa que tracta als seus soldats com a animals o encara pitjor. El primer mor d'un tret a l'esquena saludant a Villa després de mostrar el seu heroisme robant una metralladora de l'Exèrcit Federal. El segon i el tercer moren durant l'atac a la Fortalesa de Torreón, llançant granades i rescatant als altres Leones capturats per l'enemic.
Després de la victòria en Torreón, els Leones restants són honrats com els Dorados de Villa, la posició més alta de la División del Norte. En una celebració en una cantina, 10 homes estan asseguts al voltant d'una taula quan entren i se senten els tres Leones. Un soldat assegura que asseure 13 homes al voltant d'una taula dona mala sort, i llavors decideixen reunir-se a mitjanit per disparar una pistola carregada. El principi de l'exercici és que l'home que mor pel tret a l'atzar és el covard que el mereixia. Un dels Leones el rep a la panxa i amb la declaració de “Ara veuran com mor un León de San Pablo,” se suïcida. Els dos Leones que queden es preparaven per a anar a la batalla de Zacatecas amb la División del Norte quan un, Becerillo, es posa malalt. Vila, tement que el noi hagi emmalaltit de verola, ordena a l'últim León, Tiburcio, que el cremi viu per a protegir el grup. Tiburcio obeeix l'ordre però dona mort Becerillo abans de cremar-lo; mostrant així una humanitat que ja no existeix en el General Villa. Després d'aquest acte tan desagradable, Villa informa a Tiburcio que la guerra s’ha acabat per a ell, que ja no és benvingut al grup. Possiblement infectat amb la verola, Tiburcio torna a San Pablo solitari, derrotat i desil·lusionat.

## Producció
La companyia Cinematográfica Latino Americana, S.A. va finançar la producció de Vámonos con Pancho Villa. Un gran subsidi del govern de Lázaro Cárdenas va permetre la construcció de nous estudis d'última generació amb tota la tecnologia dels estudis més grans de Hollywood, fins i tot cambres “Mitchell”, equipatge de sincronització, i un laboratori de correcció gamma. Vámonos! va ser la primera pel·lícula mexicana que usava aquestes tecnologies. El govern també va subministrar tot el necessari per a les escenes militars com cavalls, armes, un regiment de soldats veritables, i un tren militar.
Encara que al director se li va donar molta llibertat, el govern de Cárdenas va subvencionar Vámonos con Pancho Villa entre altres pel·lícules com una manera de promocionar les agendes socials del president. En un rar exemple de censura governamental, no es va incloure en la versió final una última escena en què Villa segueix Tiburcio al seu ranxo per a matar-lo. Suposadament, i encara que l'administració de Cárdenas no es va inquietar per la desmitificació de Villa, no estava d'acord amb la conversió de Tiburcio en màrtir i Villa en el vilà principal per l'efecte que tindria aquesta escena eliminada.
Financerament, ¡Vámonos con Pancho Villa! va ser una catàstrofe. Va costar més d'un milió de pesos, arruïnant a la companyia de producció C.L.A.S. A. abans que poguessin llançar-la. Encara que es va acabar en 1935, no es va estrenar fins a l'any vinent, després d'un altre subsidi enorme del govern i el llançament d'una altra pel·lícula de Fernando de Fuentes, Allá en el Rancho Grande, que va tenir gran èxit.
Aquest film es rodà les següents localitzacions:
- Chihuahua,  Mèxic
- Coahuila,  Mèxic
- estat de Guanajuato,  Mèxic
- estat de San Luis Potosí,  Mèxic

## Recepció crítica
Vámonos con Pancho Villa es va estrenar el 31 de desembre de 1936, al cinema Palacio de la capital mexicana i va durar solament una setmana en cinemes.
 Com la primera instal·lació de la trilogia revolucionària de Fernando de Fuentes, El Compadre Mendoza, Vámonos con Pancho Villa o va tenir el mateix èxit comercial que Allá en el Rancho Grande. Les primeres dues pel·lícules van criticar molt a la narrativa popular de la revolució mexicana, però Allá... es va allunyar d'aquesta crítica acadèmica en favor d'una trama més faceciosa i menys controvertida; un canvi que s'atribueix al seu èxit. ¡Vámonos! és considerada la més objectiva i realista de totes les pel·lícules produïdes per Fernando de Fuentes. El seu tractament equilibrat de la Revolució mexicana i també els seus talents tècnics van rebre lloança per molts crítics de cinema de renom. Segons el crític Carl Mora, Vámonos con Pancho Villa és «una pel·lícula excepcional» que «desmitifica fredament» la revolució. En la seva opinió, aquesta pel·lícula és «l'última pel·lícula mexicana que tracta honestament el passat recent del país».
A més del contingut de Vámonos con Pancho Villa, l la manera de producció va influir molt en la seva recepció. El govern progressista de Lázardo Cárdenas va finançar la pel·lícula i va mantenir gran control sobre la indústria cinematogràfica en general. Molts inversors de la cinema mexicana no estaven d'acord amb la intervenció financera del govern en la seva producció- un patró que alguns van considerar com el socialisme. En un intent de fer competitiva la indústria jove mexicana, el govern també va ordenar que tots els cinemes mexicans presentaven un percentatge mínim de pel·lícules fetes al país.
A llarg termini, Vámonos con Pancho Villa no va influir massa sobre el cinema nacional. Després del llançament, va sorgir en popularitat la “comèdia ranxera”, un estil basat en Allá en el Rancho Grande que durant molts anys va ser el més popular entre el públic.

## Repartiment
- Antonio R. Frausto (Don Tiburcio Maya)
- Domingo Soler (Francisco 'Pancho' Villa)
- Manuel Tamés (Melitón Botello)
- Ramón Vallarino (Miguel Ángel del Toro Becerrillo)
- Carlos López "Chaflán" (Rodrigo Perea)
- Raúl de Anda (Máximo Perea)
- Rafael F. Muñoz (Martín Espinosa)
- Alfonso S. Tello (General Fierro)
- Luis Aragón (Coronel) (Sense crèdit)
- Gloria Barón (filla de Tiburcio en la seqüència final) (sense crèdit)
- Dolores Camarillo (Doña Lupe Maya, esposa de Tiburcio) (sense crèdit)
- Miguel M. Delgado (Doctor) (sense crèdit)
- Esperanza Gomez (Esposa de Tiburcio en la seqüència final) (sense crèdit)
- Max Langler (El flaco) (sense crèdit)
- Paco Martínez (General huertista) (sense crèdit)
- Jesús Melgarejo (Soldado) (sense crèdit)
- Silvestre Revueltas (Pianista en el bar) (sense crèdit)
- Pepe del Río (Pedrito Maya, hijo de Tiburcio) (sense crèdit)
- Consuelo Segarra (Velleta fent pa) (sense crèdit)
- Pedro Valenzuela (Soldat) (sense crèdit)
- David Valle González (Chon) (sense crèdit)

## Comentaris
La pel·lícula va usar la figura del revolucionari Villa per fortificar un sentit d'identitat nacional, orgull, i encaixar-se a la comunitat mexicana. També volia la pel·lícula establir models de conducta que assegurarien harmonia social i compensar per a ideals insatisfetes de la revolució.
El reconeixement a aquest clàssic del cinema mexicà va arribar diverses dècades després de la seva menyspreada estrena. El rodatge es va veure plagat de problemes financers i una malaltia del director va postergar la filmació durant mesos. Finalment, la cinta es va estrenar el 31 de desembre de 1936, al cinema Palacio de la capital mexicana i va durar solament una setmana en taquilla.
Per a llavors, De Fuentes havia estrenat el que seria el primer taquillazo del cinema mexicà: Allá en el Rancho Grande (1936). La popularitat que va aconseguir aquesta comèdia protagonitzada per Tito Guízar i Esther Fernández va eclipsar en el seu temps al poderós drama sobre el desencantament de la revolució que és Vámonos con Pancho Villa.
A principis dels seixanta, la crítica i el moviment cineclubero mexicà van rescatar de l'oblit Vámonos con Pancho Villa La cinta es va convirtir, al costat d'El compadre Mendoza (1933) del mateix De Fuentes, en el paradigma del millor cinema nacional.
Vámonos con Pancho Villa va tornar a ser notícia en 1982, quan es va transmetre per televisió una versió fins llavors desconeguda, que incloïa un final en el qual Pancho Villa torna per Tiburcio Maya i li demana que torni a combatre en la seva tropa. Tiburcio es nega per no abandonar a la seva esposa i filla, però tenint al cap que quan el seu fill creixés els dos s'unirien a la tropa villista. Villa mata a la dona i filla de Tiburcio. Novament el protagonista es desencanta amb Villa en intenta matar-lo, un dorado li dispara a l'esquena perquè no mati Villa i s'emporta al seu petit fill a la revolució. S'ignora si aquest final va ser censurat, o si el propi De Fuentes va decidir eliminar-lo per trobar-lo innecessari o massa cruel. Per al crític i historiador Emilio García Riera, «la pel·lícula queda millor amb el final comunament vist, un final desencantat que arrodoneix bellament una obra excepcional del cinema mexicà»».